# Lampa nadawcza

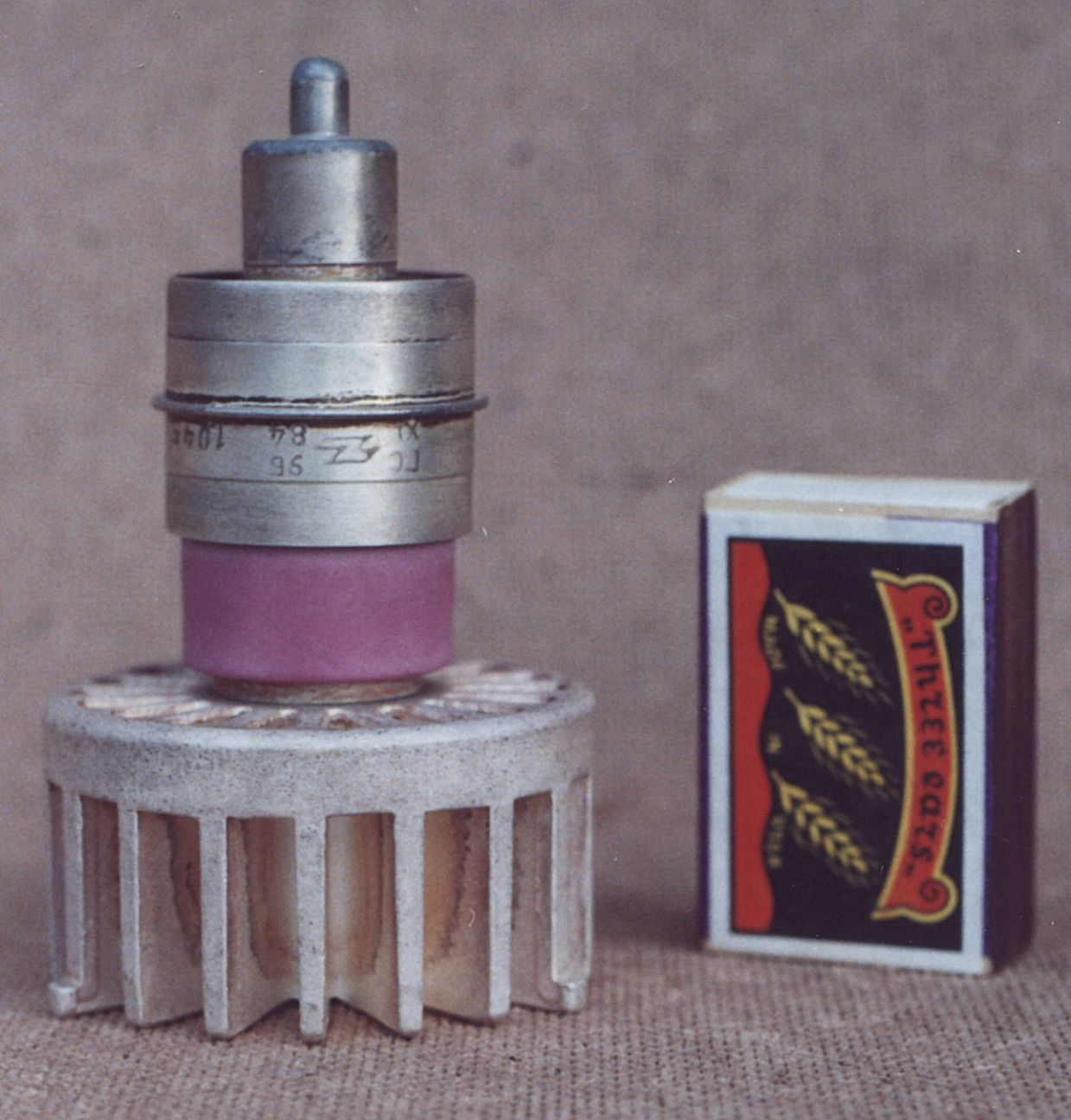
Rosyjska lampa nadawcza (trioda) GS-9B (ГС-9Б) o mocy admisyjnej anody - 300W

Lampa nadawcza – lampa elektronowa stosowana  w celu 
generacji, modulacji lub wzmacniania drgań wielkiej częstotliwości, wykorzystywana głównie w  urządzeniach radiokomunikacyjnych  i telewizyjnych (nadajnikach). 
Lampy nadawcze  charakteryzują się przede wszystkim dużą lub bardzo dużą  mocą wyjściową - od kilkudziesięciu watów (W) do nawet kilkuset kilowatów (kW). Pociąga to za sobą odpowiednio dużą emisję z katody, dużą moc  admisyjną anody (Pa max) oraz wysokie dopuszczalne napięcie  anodowe (Ua max). Katody tych lamp  wykonywane są zazwyczaj z wolframu torowanego, natomiast anody z niklu, molibdenu, tantalu bądź (przy mocach ponad 3 kW) z miedzi lub stali chromowej.   Jako lampy nadawcze są wykorzystywane triody (w urządzeniach o mocy pow. 1 kW) oraz tetrody i pentody (w urządzeniach o mocy do  1 kW). Chłodzenie tych lamp może być naturalne, powietrzne, wodne  lub  wrzeniowe (wapotronowe). 
Do generacji czy wzmacniania  drgań o częstotliwościach mikrofalowych stosuje się też specjalne lampy o sterowaniu prędkością elektronów - magnetrony, klistrony oraz lampy o fali bieżącej.